# Hernandialina
Hernandialina es un alcaloide dibenzoquinolínico. Este compuesto ha sido aislado de la corteza del árbol Hernandia ovigera (Hernandiaceae). Se han llevado a cabo estudios que han encontrado que la hernandalina tiene actividad hipotensiva. {\displaystyle [\alpha ]_{D}^{20}=+36.5}°